# Léon De Lathouwer
Léon De Lathouwer (* 19. September 1929 in Wetteren; † 7. August 2008 in Kalken, Laarne) war ein belgischer Radrennfahrer und Olympiasieger im Radsport.

## Sportliche Laufbahn
Er war Teilnehmer der Olympischen Sommerspiele 1948 in London, bei denen er mit Lode Wouters und Eugène Van Roosbroeck die Goldmedaille in der Mannschaftswertung gewann. Er wurde beim Sieg von Jose Beyaert Vierter im olympischen Straßenrennen. Ebenfalls 1948 gewann er die Belgien-Rundfahrt für Amateure.
1949 gewann er die belgische Meisterschaft im Straßenrennen der Amateure.
1950 wurde er Unabhängiger, wobei er eine Etappe der Belgien-Rundfahrt für Unabhängige (die damals noch separat ausgetragen wurde) gewann. Von 1952 bis 1959 war er als Berufsfahrer aktiv. Seinen ersten Vertrag bekam er im Radsportteam von Cyrille Van Hauwaert. Mehrfach gewann er die Meisterschaft von Flandern sowie eine Reihe kleinerer Straßenrennen.